# Saunders ST-27
Die Saunders ST-27 ist ein kanadisches Verkehrsflugzeug von 1969. Es stellt eine Umbauvariante der De Havilland DH.114 Heron dar und kann bis zu 23 Passagiere aufnehmen. Die mit einer Druckkabine versehene Neubauvariante ST-28 wurde nicht mehr in Serie produziert.

## Geschichte
Die 1968 gegründete kanadische Firma Saunders Aircraft Corporation aus Gimli, Manitoba, erhielt Ende der 1960er-Jahre die Produktionsrechte für die Umrüstung und Modernisierung des britischen Zubringerflugzeugs de Havilland Heron.
Saunders verlängerte den Rumpf der ursprünglichen Heron im Kabinenbereich um 2,60 Meter, um die Passagierkapazität von 17 auf 23 Sitze zu erhöhen. Der Rumpfbug wurde um 45 Zentimeter verlängert, damit mehr Stauraum für das Gepäck zur Verfügung stand. Ferner wurden die vier Kolbenmotoren der Heron durch zwei Propellerturbinen von Pratt & Whitney ersetzt.
Das umgerüstete Muster erhielt die Typenbezeichnung „Saunders ST-27“. Der Prototyp unternahm am 28. Mai 1969 in Montreal seinen Erstflug. Es handelte sich um das Flugzeug, das ursprünglich als erstes Flugzeug XG603 von der Royal Air Force eingesetzt worden war, zunächst in Washington, später ab 1966 für den britischen Militärattaché in Saigon. 1968 ging das Flugzeug an Hawker Siddeley Aviation und gelangte zu Saunders.
Im Frühjahr 1971 erhielt die ST-27 ihre Musterzulassung, und bis 1974 wurden 13 Heron zu ST-27 umgerüstet. Davon gingen neun Maschinen an kanadische Regionalgesellschaften, drei kaufte eine kolumbianische Gesellschaft und eine wurde auf den Bahamas eingesetzt.

### Saunders ST-28

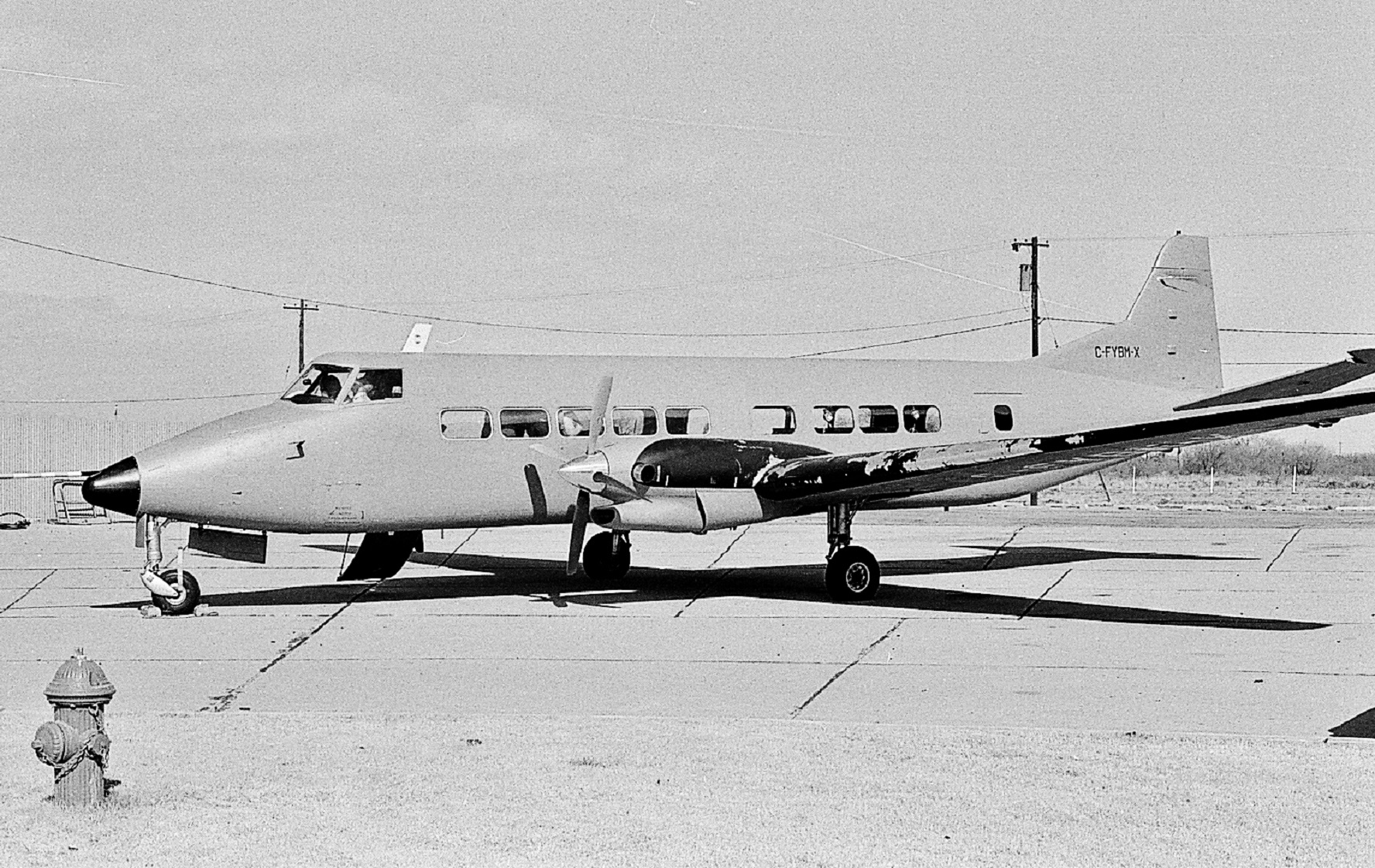
Foto des Prototyps der ST-28, Marana, Januar 1975

Im Jahr 1974 wurde aus der ST-27 die Saunders ST-28 entwickelt. Diese verfügte u. a. über eine Druckkabine, vierblättrige Propeller, ein vergrößertes Seitenleitwerk und zahlreiche Detailverbesserungen wie ein um 450 kg erhöhtes maximales Startgewicht und vergrößerte Tankkapazität. Zur Flugerprobung wurde eine ST-27 auf den Stand der ST-28 umgerüstet. Bei der ST-28 sollte es sich um ein vollkommen neues Flugzeug handeln, welches nicht mehr aus Teilen der DH Heron gefertigt werden sollte. Der Erstflug fand mit dem Kennzeichen C-FYBM-X am 18. Juli 1974 statt.
Es kamen jedoch keine nennenswerten Bestellungen für die ST-28. Zudem verwehrte die kanadische Regierung weitere finanzielle Unterstützung für das Projekt, nachdem sie in den vorangegangenen Jahren über 52 Millionen CAD bewilligt hatte. Saunders musste im Jahre 1976 den Betrieb einstellen.

## Nutzung
Die Saunders ST-27 war  für folgende Gesellschaften im Einsatz:
- Voyageur Airways (Kanada)
- On Air (Kanada)
- Air Atonabee (Otonabee Airways) (Kanada) – später umbenannt in City Express
- St. Andrews Airways (Kanada)
- Labrador Airways (Kanada)
- Aerolinas Centrales de Colomia – ACES (Kolumbien)
- Northward Aviation (Kanada)
- Bayview Air Service (Kanada)
- Bearskin Lake Air Services (Kanada)
- Patricia Air Transport (Kanada)
- Tropical Air Service (Barbados)

Im August 1988 wurden die letzten ST-27 außer Dienst gestellt. Es handelte sich hierbei um die C-FXOK, CF-CNX, CF-FZP, CF-JFH, C-FHMQ und die C-FLOL von City Express.
Die wahrscheinlich letzte erhaltene ST-27 steht im Canadian Bushplane Heritage Center in Sault Ste. Marie, Ontario, Kanada. Sie ist ein Geschenk, welches Voyageur Airways dem Museum im Jahre 1994 gemacht hat.
Der Prototyp der ST-28 steht noch immer in Gimli auf einem Gelände des Western Canada Aviation Museum; er befindet sich aber in einem mehr als traurigen Zustand.

## Zwischenfälle
- Der einzig bekannte Unfall mit einer Saunders ST-27 ereignete sich am 25. August 1984 auf dem Saint John Airport in Saint John, New Brunswick, Kanada mit einer Maschine der Labrador Airways: Das Fahrwerk der C-FCNT kollabierte während der Landung. Keiner der 5 Passagiere und 3 Crewmitglieder wurde getötet. Das Flugzeug musste jedoch als Totalschaden abgeschrieben werden.[4]

- Am 29. Februar 1976 wurde eine Saunders ST-27 der ACES von einem Mann gekapert. Er forderte $ 300.000 Lösegeld. Bei der Geldübergabe auf dem Flughafen von Medellín wurde er erschossen.

## Technische Daten
| Kenngröße            | Daten                                                                         |
| -------------------- | ----------------------------------------------------------------------------- |
| Besatzung            | 2                                                                             |
| Passagiere           | 23                                                                            |
| Länge                | 17,03 m                                                                       |
| Spannweite           | 21,79 m                                                                       |
| Höhe                 | 4,75 m                                                                        |
| Flügelfläche         | 46,36 m²                                                                      |
| Flügelstreckung      | 10,2                                                                          |
| Leermasse            | 4000 kg                                                                       |
| Startmasse           | 6580 kg                                                                       |
| Reisegeschwindigkeit | 370 km/h                                                                      |
| Reichweite           | 1600 km                                                                       |
| Triebwerke           | zwei Turboproptriebwerke Pratt & Whitney Canada PT6-34 mit je 560 kW Leistung |